# NHL 2K
 (mai 2019).
Si vous disposez d'ouvrages ou d'articles de référence ou si vous connaissez des sites web de qualité traitant du thème abordé ici, merci de compléter l'article en donnant les références utiles à sa vérifiabilité et en les liant à la section « Notes et références ».
NHL 2K est une série de jeux vidéo de hockey sur glace développée par 2K Sports. La série est sous la licence de la Ligue nationale de hockey. Les jeux sont principalement basés sur les équipes et les joueurs de la Ligue nationale de hockey. La série était en concurrence avec la série NHL de EA Sports.

## Jeux
| Titre              | Date de sortie    | Console(s)                                   |
| ------------------ | ----------------- | -------------------------------------------- |
| NHL 2K             | 9 février 2000    | Dreamcast                                    |
| NHL 2K2            | 14 février 2002   | Dreamcast                                    |
| NHL 2K3            | 19 novembre 2002  | PlayStation 2, Xbox, GameCube                |
| ESPN NHL Hockey    | 9 septembre 2003  | PlayStation 2, Xbox                          |
| ESPN NHL 2K5       | 30 août 2004      | PlayStation 2, Xbox                          |
| NHL 2K6            | 6 septembre 2005  | Xbox 360, PlayStation 2, Xbox                |
| NHL 2K7            | 12 septembre 2006 | Xbox 360, PlayStation 2, Xbox, PlayStation 3 |
| NHL 2K8            | 11 septembre 2007 | Xbox 360, PlayStation 2, PlayStation 3       |
| NHL 2K9            | 9 septembre 2008  | Xbox 360, PlayStation 2, PlayStation 3, Wii  |
| NHL 2K10           | 15 septembre 2009 | Xbox 360, PlayStation 2, PlayStation 3, Wii  |
| NHL 2K11           | 24 août 2010      | Wii, iOS                                     |
| NHL 2K             | 23 octobre 2014   | iOS, Android                                 |
| NHL SuperCard      | 8 octobre 2015    | iOS, Android                                 |
| NHL SuperCard 2K17 | 13 octobre 2016   | iOS, Android                                 |
| NHL SuperCard 2K18 | 10 octobre 2017   | iOS, Android                                 |